# Палцманська-Маша
Палцманська-Маша (Palcmanská Maša) — водосховище на річці Гнилець; місце розташування — округ Рожнява.
Площа - 0,85 км2; знаходиться біля села Дедінки. Побудоване в 1954 році.. 